# Kurt Gausch
Kurt Gausch (* 25. Juli 1932 in Fieberbrunn; † 23. Juli 2018) war ein österreichischer Zahnmediziner und Hochschullehrer.

## Leben und Wirken
Gausch studierte an der Universität Innsbruck, an der er 1956 promoviert wurde. Zwei Jahre später schloss er seine Facharztausbildung in Zahn-, Mund- und Kieferheilkunde ab. Zunächst arbeitete er in Folge an den Universitätskliniken Salzburg, wo er zum Oberarzt aufstieg. 1964 kehrte er an die Universität Innsbruck zurück und baute dort parallel zu seiner 1971 abgeschlossenen Habilitation unter Hans Wunderer die Abteilung für Zahnärztliche Prothetik am Landeskrankenhaus Innsbruck auf. Zunächst außerordentlicher Professor erhielt er 1977 eine ordentliche Professur und wurde im folgenden Jahr Direktor der Universitätsklinik für Zahn-, Mund- und Kieferheilkunde. Zudem hielt er international Vorträge. 1998 wurde er emeritiert.
Gauschs Schwerpunkte in wissenschaftlicher und praktischer Tätigkeit lagen auf der Entwicklung neuer Behandlungswege und der Erforschung neuer Materialien für die klinische Anwendung, insbesondere im Zusammenhang mit der Rehabilitation des stomatognathen Systems.
Gausch war Mitglied der Österreichischen Gesellschaft für Zahn-, Mund- und Kieferheilkunde, dort gründete er 1977 die Arbeitsgemeinschaft für Prothetik.
Ab 1972 war Gausch Fellow am International College of Dentists. Zwischen 1983 und 1989 war er Präsident des Vereins Österreichischer Zahnärzte, unter seiner Leitung kam es im September 1987 zur Gründung der Arbeitsgemeinschaft ARGE für Geschichte der Zahnheilkunde.